# Camporgiano
Camporgiano település Olaszországban, Toszkána régióban, Lucca megyében. Lakosainak száma 2009 fő (2023. január 1.). Camporgiano Careggine, Castelnuovo di Garfagnana, Minucciano, Piazza al Serchio, Pieve Fosciana, San Romano in Garfagnana és Vagli Sotto községekkel határos.

## Népesség
A település népességének változása:
| Lakosok száma | 2161 | 2137 | 2009 |
|               | 2017 | 2018 | 2023 |